# Liste der Biografien/Tuv
Liste der Biografien |
Portal Biografien |
Personensuche
# |
A |
B |
C |
D |
E |
F |
G |
H |
I |
J |
K |
L |
M |
N |
O |
P |
Q |
R |
S |
T |
U |
V |
W |
X |
Y |
Z |
?
 
Ta |
Tc |
Te |
Tf |
Tg |
Th |
Ti |
Tj |
Tk |
Tl |
Tm |
To |
Tq |
Tr |
Ts |
Tu |
Tv |
Tw |
Tx |
Ty |
Tz
 
Tua |
Tub |
Tuc |
Tud |
Tue |
Tuf |
Tug |
Tuh |
Tui |
Tuj |
Tuk |
Tul |
Tum |
Tun |
Tuo |
Tup |
Tuq |
Tur |
Tus |
Tut |
Tuu |
Tuv |
Tuw |
Tux |
Tuy |
Tuz
Die Liste der Biografien führt alle Personen auf, die in der deutschsprachigen Wikipedia einen Artikel haben. Dieses ist eine Teilliste mit 7 Einträgen von Personen, deren Namen mit den Buchstaben „Tuv“ beginnt.

## Tuv

### Tuva
- Tuvale, Teo (1855–1919), samoanischer Beamter und Historiker

### Tuve
- Tuve, Friedrich Georg (1759–1830), deutscher evangelischer Pastor
- Tuve, Merle Antony (1901–1982), US-amerikanischer Physiker und Geophysiker
- Tuveri, Matteo (* 1977), italienischer Schriftsteller
- Tuvesson, Herman (1902–1995), schwedischer Ringer

### Tuvs
- Tuvshintugs, Batchimeg (* 1986), mongolische Schachspielerin

### Tuvu
- Tuvula, Serupepeli (* 1963), fidschianischer Rugbyspieler